# Powódź na południu Filipin (2011)

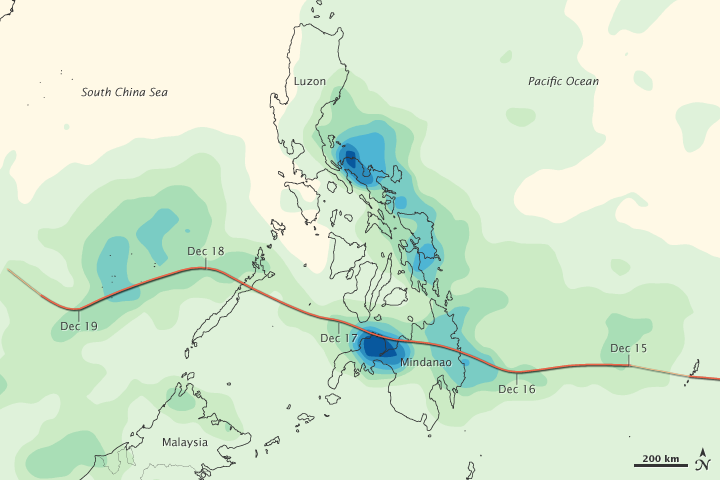
Droga burzy tropikalnej Washi

Powódź na południu Filipin (2011) – powódź, która miała miejsce w nocy z 16 grudnia na 17 grudnia 2011 na Filipinach. Przyczyną kataklizmu była burza tropikalna Washi.
Żywioł spowodował najwięcej przypadków śmiertelnych w miastach Cagayan de Oro i Iligan, na wyspie Mindanao (druga co do wielkości wyspa Filipin). Powódź nastąpiła w nocy, woda zalewała domy i zaskoczyła śpiących mieszkańców. Ulewne deszcze spowodowały również osunięcia ziemi. Woda przybierała tak szybko, że mieszkańcy nie zdążyli opuścić swych domów. Ludzie zginęli w zalanych domach, a także pod lawinami błota i kamieni.